# The Sphere
The Sphere (traducido literalmente como: «la esfera») es una escultura de metal construida por el escultor alemán Fritz Koenig, actualmente se encuentra ubicada en Liberty Park. Sin embargo, originalmente se encontraba en el centro del Austin Tobin Plaza como una fuente de agua, que a su vez era la zona central de las torres gemelas del World Trade Center en Manhattan. Luego de los atentados del 11 de septiembre de 2001, su localización era incierta, ya que había sido desmontada de su base y a pesar de que seguía intacta, fue ocultada por los escombros luego de que los aviones se estrellaron contra los rascacielos y estos colapsaron.
Seis meses después de los atentados, en marzo del 2002 a raíz de un documental sobre la escultura, esta fue trasladada temporalmente a Battery Park —sin ningún tipo de reparaciones— y se la dedicaron a las víctimas del 11 de septiembre. Además, se ha convertido en una importante atracción turística, principalmente porque sobrevivió a la colisión de los edificios con solamente algunas abolladuras.

## Descripción
«The Sphere» es de veinticinco metros y está compuesto por un total de cincuenta y dos segmentos de bronces. Koenig la elaboró en Bremen, Alemania, y posteriormente fue armada y enviada a Lower Manhattan. La escultura simbolizaría la paz mundial mediante el libre comercio y se le fue colocado un anillo de fuentes, así como otros detalles decorativos diseñados por el mismo arquitecto del World Trade Center, Minoru Yamasaki, para imitar la gran mezquita de La Meca, Masjid al-Haram, en la que The Sphere se situó en el lugar de la Kaaba. Además, la escultura fue creada para girar una vez cada 24 horas, y su base se convirtió en un lugar popular para el almuerzo de quienes trabajaban en el World Trade Center.
La placa al lado de The Sphere dice:

«Durante tres décadas, esta escultura estuvo en la plaza del World Trade Center. Bajo el título «The Sphere», que fue concebido por el artista Fritz Koenig como símbolo de la paz mundial. Fue dañada durante los trágicos acontecimientos del 11 de septiembre de 2001, pero permanece como un ícono de la esperanza y el espíritu indestructible de este país. The Sphere se coloco aquí el 11 de marzo de 2002 como un monumento conmemorativo temporal a todos los que perdieron la vida en los ataques terroristas en el World Trade Center.

Esa llama eterna fue encendida el 11 de septiembre de 2002 en honor de todos aquellos que se perdieron. Su espíritu y su sacrificio nunca será olvidado.»

## Adquisición
La pieza fue encargada por el propietario del World Trade Center, la Autoridad Portuaria de Nueva York y Nueva Jersey, en 1966. En un principio, la Autoridad Portuaria había elegido a Henry Moore para que creara la escultura. Sin embargo, luego de que Minoru Yamasaki —el arquitecto del World Trade Center— vio algunos de los trabajos de Koenig en la Staempfli Gallery en Manhattan, se le encargó a éste.
Koenig empezó a trabajar en ella en 1967 en su granero en Baviera, mientras que el WTC se encontraba aún en etapas de planificación, y la terminó cuatro años más tarde, a tiempo para la inauguración de las torres. Oficialmente fue titulado «Große Kugelkaryatide» («Gran esférico cariátide» en alemán) por el artista, pero posteriormente los neoyorquinos la apodaron como «The Sphere».

## Historial de ubicaciones

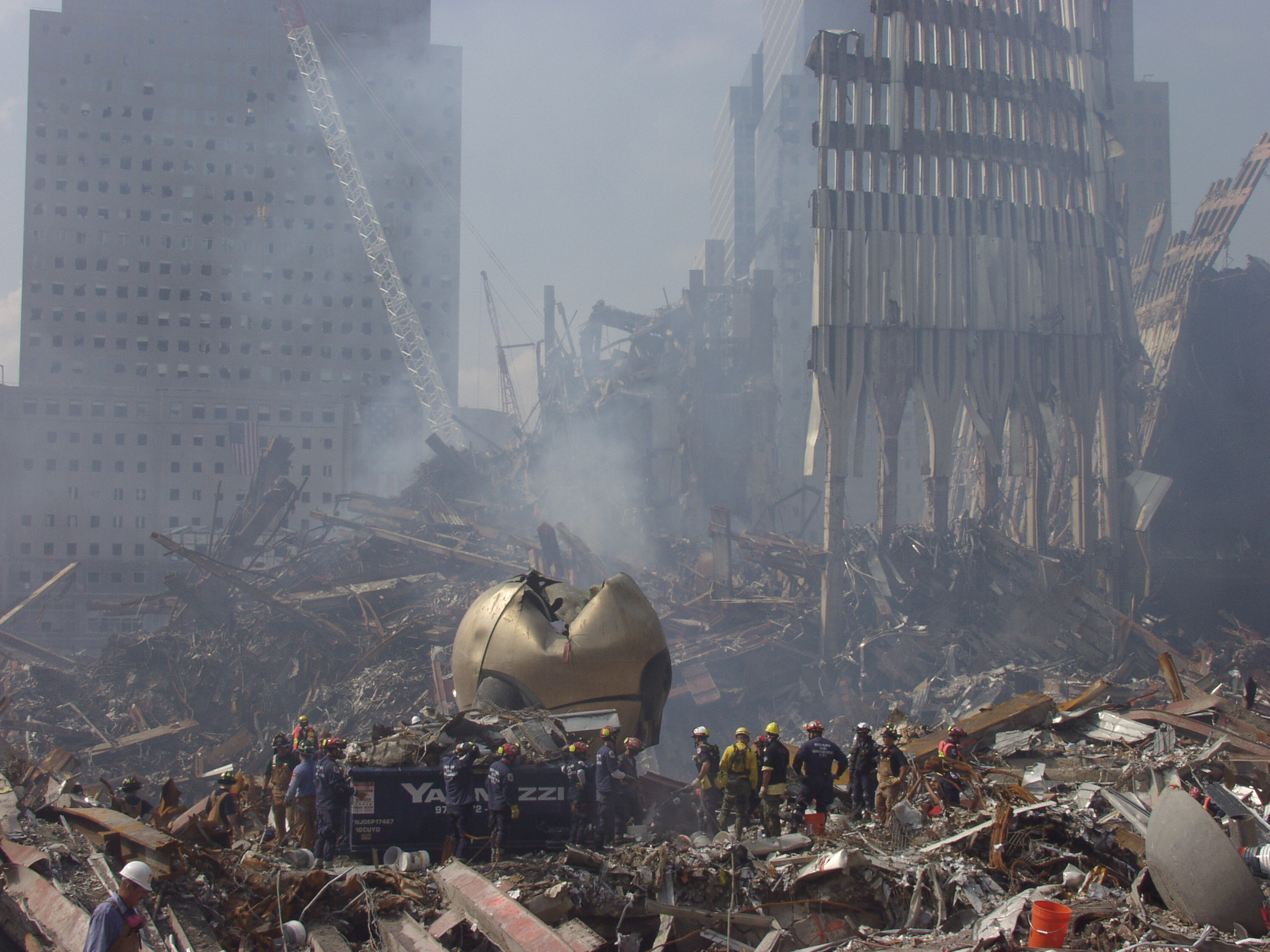
El sitio donde se encontraba The Sphere luego de los ataques terroristas.

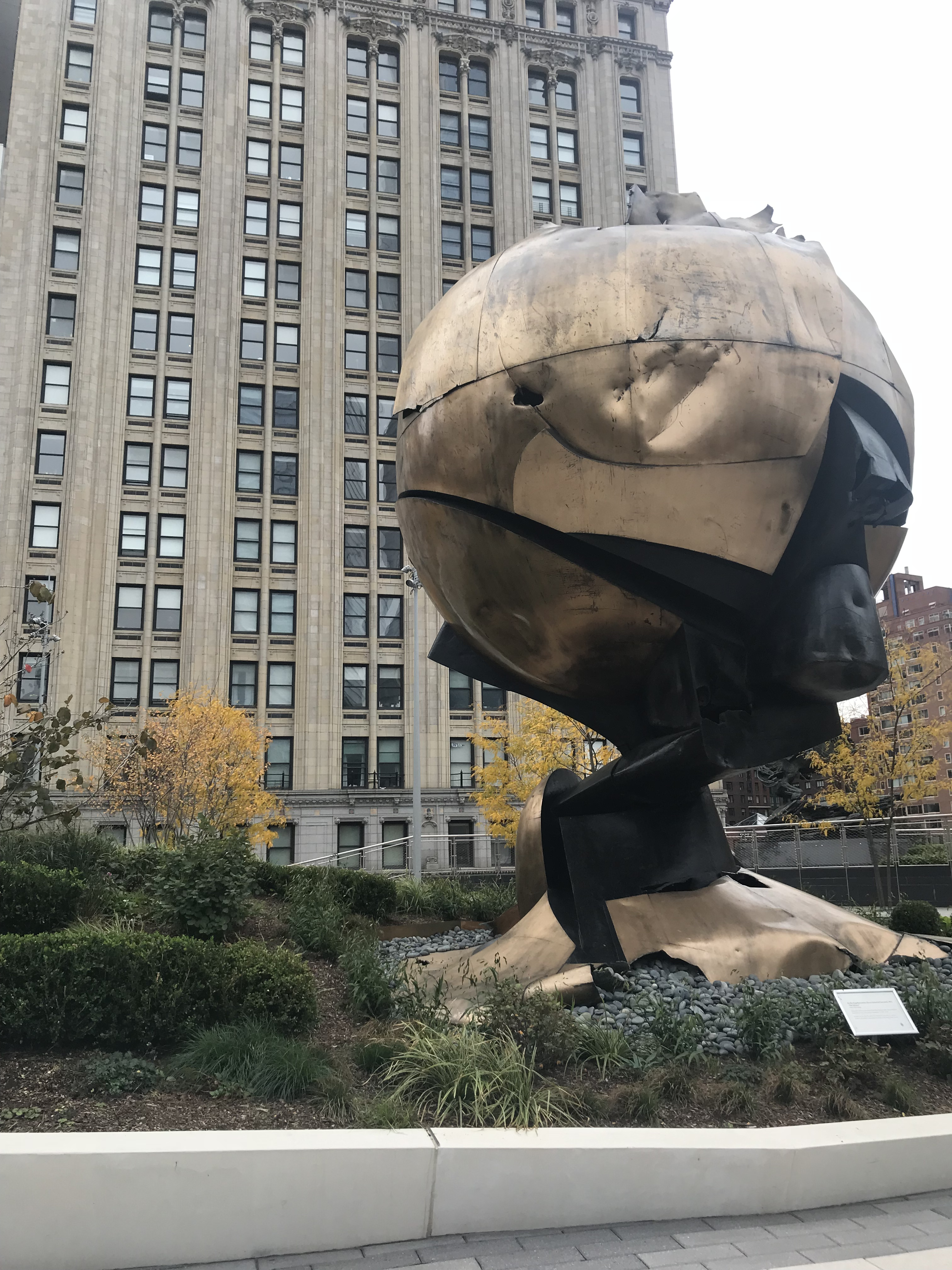
The Sphere en Liberty Park en noviembre de 2017

Después de los atentados del 11 de septiembre de 2001, la escultura fue recuperada en la pila de escombros y posteriormente fue enviada a un almacén cerca del Aeropuerto Internacional John F. Kennedy. Su extracción había sido cubierta por los medios de comunicación locales en el área metropolitana de Nueva York. Sin embargo, como esta era una pieza memorable del World Trade Center, se discutió mucho acerca de colocarla en un museo, sobre todo porque después de los ataques quedó relativamente ilesa. El director de cine alemán, Percy Adlon, quien había dedicado en dos ocasiones varias películas a Koenig, hizo «Koenigs Kugel» («La esfera de Koenig» en español) cuando el destino de la escultura era todavía incierto. En la película, el artista y el director visita la zona cero cinco semanas después de los ataques, donde se relata la historia de su creación. Al principio, Koenig se opuso a reinstalar a The Sphere, señalando que era «un cadáver hermoso».
La escultura fue devuelta finalmente a Manhattan, y el 11 de marzo de 2002, seis meses después de los atentados, fue instalada en Battery Park, cerca del Hope Garden, a varias manzanas de donde estaba anteriormente. Koenig supervisó el trabajo, el cual fue realizado por cuatro ingenieros y quince herreros. El alcalde Michael Bloomberg, su predecesor, Rudolph Giuliani y otros funcionarios locales hablaron en una ceremonia para dedicar la escultura como un monumento conmemorativo a las víctimas del ataque terrorista. Koenig dijo que «fue una escultura, ahora es un monumento», observando cómo la escultura había sobrevivido, y añadió «ahora tiene una belleza diferente a la que uno nunca podría imaginar, tiene su propia vida; diferente a la que di».
Finalmente y tras permanecer poco más de quince años en Battery Park, el 16 de agosto de 2017 fue trasladada a su actual ubicación en Liberty Park.